# 2003 QO91
2003 QO91, também escrito como 2003 QO91, é um objeto transnetuniano que está localizado no Cinturão de Kuiper, uma região do Sistema Solar. Este corpo celeste é classificado como um cubewano. Ele possui uma magnitude absoluta de 6,7 e tem um diâmetro estimado com 183 km.

## Descoberta
2003 QO91 foi descoberto no dia 23 de agosto de 2003 pelo astrônomo Marc W. Buie.

## Órbita
A órbita de 2003 QO91 tem uma excentricidade de 0,128 e possui um semieixo maior de 45,127 UA. O seu periélio leva o mesmo a uma distância de 39,336 UA em relação ao Sol e seu afélio a 50,919 UA.